# Гончарово (Кировская область)
Гончарово — деревня в Белохолуницком районе Кировской области. Входит в Гуренское сельское поселение.

## География
Находится на расстоянии примерно 8 километров по прямой на запад-юго-запад от районного центра города Белая Холуница.

## История
Известна с 1678 года, когда в ней было учтено 2 двора. В 1764 году отмечено 64 жителя, в 1873 году дворов 30 и жителей 129, в 1905 22 и 141 соответственно, в 1926 29 и 140. В 1950 31 двор и 115 жителей, в 1989 году проживало 10 человек.

## Население
Постоянное население  составляло 5 человек (русские 100%) в 2002 году, 1 в 2010.